# Les Beatniks
Pour plus de détails, voir Fiche technique et Distribution.
Les Beatniks (The Beat Generation) est un film américain réalisé par Charles F. Haas et sorti en 1959.

## Synopsis
Deux inspecteurs de police recherchent un criminel voleur et violeur, surnommé Aspirin Kid, parce qu'avant de commettre son forfait, il agit toujours de cette façon : sous le prétexte d'un remboursement d'argent, il pénètre dans l'appartement d'une femme seule, lui demande l'autorisation de téléphoner puis lui réclame de l'aspirine pour calmer une soi-disant migraine passagère. Les inspecteurs arrêtent un premier suspect, Arthur Jester, qui a pourtant un sérieux alibi. Ce dernier finit ensuite par accuser un certain Stan Hess - en fait, le véritable Aspirin Kid - d'avoir usurpé son identité. Furieux d'avoir été découvert, Aspirin Kid projette de s'en prendre à la nouvelle épouse de l'inspecteur Culloran. Après l'agression de sa femme, Culloran n'a plus qu'une obsession : la venger en tuant Aspirin Kid.

## Fiche technique
- Titre original : The Beat Generation
- Titre alternatif : This Rebel Age
- Réalisation : Charles F. Haas
- Scénario : Richard Matheson et Lewis Meltzer, Jackie Coogan (dialogues)
- Photographie : Walter H. Castle
- Format : Noir et blanc - 2,35 : 1 - CinemaScope
- Son : Franklin Milton
- Musique : Lewis Meltzer et Albert Glasser
- Chansons : Someday You'll Be Sorry de Louis Armstrong et The Beat Generation de Tom Walton et Walter Kent
- Direction artistique : William A. Horning, Addison Hehr
- Décors : Henry Grace, Jack Mills
- Costumes : Kitty Mager
- Chorégraphie : Hamil Petroff
- Montage : Ben Lewis
- Production : Albert Zugsmith (en), MGM
- Durée : 93 minutes
- Pays d'origine :  États-Unis
- Sortie : 3 juillet 1959 aux États-Unis

## Distribution
- Steve Cochran : l'inspecteur Dave Culloran
- Mamie Van Doren : Georgia Altera
- Ray Danton : Stan Hess, "Aspirin Kid"
- Fay Spain : Francee Culloran
- Louis Armstrong ans his All Stars : l'orchestre
- Maggie Hayes : Joyce Greenfield
- Jackie Coogan : l'inspecteur Jake Baron
- Jim Mitchum : Arthur Jester
- Cathy Crosby : la chanteuse
- Ray Anthony : Harry Altera
- Renata Vanni : Mme Rosa Costa

## Commentaire
The Beat Generation est une satire sur les illusions que pourrait avoir une certaine Amérique à l'égard des jeunes générations. Mais, le film offre surtout un parallélisme confondant entre l'attitude d'un serial killer et celle d'un inspecteur de police soumis à une pression psychologique inattendue.  Bien que l'aspect noir du film soit altéré par un happy end conventionnel - le policier Culloran (Steve Cochran) revient vers son épouse (Fay Spain) et accepte l'enfant -, le combat sans merci entre le criminel et son poursuivant est intéressant par ce qu'il révèle. « Tous deux sont absolument misogynes : Hess (Ray Danton), de manière évidente dans ses agressions sexuelles ; Culloran, d'une façon tout aussi perverse dans ses rapports verbaux avec les femmes. Ni l'un ni l'autre n'éprouvent de scrupules à manipuler les autres à des fins personnelles [...]. » Pourtant, des différences de comportement apparaissent : « Ray Danton joue un Hess glacé et très sûr de lui, tandis que Steve Cochran fait de Culloran un personnage nerveux et explosif. Les scènes de rigueur - beatnik barbu tapant sur des bongos, ou poétesse (Vampira) déclamant des vers libres dans des coffee houses aux lumières tamisées - dessinent une toile de fond presque irréelle qui confère tout son relief à la folie grandissante de Culloran. »